# Abdurrahman Shala
Abdurrahman Shala - też jako: Abdul Rahman, Abdurahman Šalja (ur. 25 października 1922 w Vushtrri, zm. 9 marca 1994 w Prisztinie) - albański aktor, reżyser, producent i scenarzysta filmowy, pochodzący z Kosowa.

## Życiorys
Urodził się w Kosowie, należącym wówczas do Królestwa SHS. W dzieciństwie wraz z rodziną przeniósł się do Albanii, gdzie zamieszkał w rejonie Krumy, a następnie w Durrësie. Po inwazji na Jugosławię w 1941 przeniósł się do Prisztiny, gdzie otworzył kino. W 1942 porzucił tę pracę i przyłączył się do jednego z oddziałów partyzanckich, działających na terenie Kosowa. W 1942 wstąpił do ZKJ.
Po zakończeniu wojny pracował w wytwórni Avala Film w Belgradzie. W 1948 osiedlił się na stałe w Prisztinie i wraz ze swoją siostrą Meribane oraz Muharremem Qeną współtworzył Teatr Regionalny Kosowa w Prisztinie. Na deskach tej sceny zagrał ponad 60 ról, był także reżyserem większości spektakli.
W roku 1969 decyzją parlamentu Kosowa powstało w Prisztinie studio filmowe Kosovafilmi, zaś Abdurrahman Shala został jego pierwszym dyrektorem. Ze studiem Kosovafilmi był związany aż do śmierci, jako aktor, reżyser i scenarzysta.
Zagrał w 33 filmach fabularnych. Premiera ostatniego filmu z jego udziałem - Przed deszczem w reż. Milčo Mančevskiego odbyła się już po jego śmierci. w 2014 został odznaczony Medalem za Zasługi przez prezydenta Kosowa.

## Role filmowe
- 1955: Esalon doktora M. jako Murat
- 1960: Kapetan Lesi jako major Demir
- 1962: Kozara jako buntownik
- 1962: Obracun jako Shaban Murtezi
- 1966: Winnetou i Apanaczi jako Hank
- 1968: Operation Cross Eagles
- 1968: Mściciel z Przeklętej Góry
- 1968: Brat doktora Homera jako major Fadil
- 1969: Vreme bez vojna jako Jakov
- 1974: Crveni udar jako Todor
- 1974: Dervis i smrt jako Tatar
- 1977: Stań prosto, Delfino jako kpt Hacison
- 1981: Gazija jako pasza
- 1984: Njeriu prej dheut
- 1984:  Opasni trag jako Hasan
- 1988: Za sada bez dobrog naslova
- 1988: Da Capo (film telewizyjny)
- 1995: Przed deszczem jako Zekir

## Scenariusze filmowe
- 1963: Kosovsko crno zlato
- 1968: Uka i Bjeshkëve të nemuna
- 1973: Brigada e VII e Kosovës